# Granja M. Viader
La Granja M. Viader és un establiment situat al carrer d'en Xuclà, 4-6 del Raval de Barcelona, catalogat com a d'interès (categoria E2).

## Història
Fou fundat el 1870 com a vaqueria per Rafaela Coma, quan les lleteries tenien les vaques a la rebotiga, les munyien i venien la llet fresca i la nata acabada de fer. Cap el 1895, la mestressa contractà Marc Viader i Bas (1879-1954), procedent de Cardedeu, que el 1904 es feu càrrec del negoci, primer com a llogater i sis anys més tard, el 1910, com a propietari, registrant-lo amb el nom de Granja M. Viader.
Viader va decidir treure la vaqueria i, en el seu lloc, fer un obrador per a elaborar els seus propis productes: nata muntada, mantega, mató, flams, crema, arròs amb llet, etc. La llet i els ous els portava de Cardedeu i altres pobles propers, mentre la seva dona, Matilde Roger Canals, també de Cardedeu, despatxava a la botiga. El 1925 van fer construir una granja agropecuària a Cardedeu, que començà a tractar la llet amb els processos de refrigeració, pasteurització i envasat, per posteriorment distribuir-la a les lleteries que no tenien producció pròpia.
El 1931, el seu fill gran Josep i la seva dona Dolors es van fer càrrec de l'establiment. Durant la Guerra Civil espanyola, fou intervingut, però Dolors el va continuar regentant. Actualment, la quarta generació de la família està al capdavant del negoci, una de les xocolateries més reconegudes de la ciutat.

## Descripció
A l'exterior se situen dues obertures centrals i dos petits aparadors al lateral. La de la l'esquerre que s'utilitza com a porta principal d'accés, té un moble aparador arran de façana. En canvi, l'altra obertura habitualment no s'utilitza i funciona com si fos un aparador, disposa d'una porta central flanquejada per dos vidres tots decorats en conjunt. A la part superior amb un vidre a la zona alta hi ha el nom de l'establiment gravat a l'àcid. A la façana, al mateix nivell que el forjat es disposa d'una cornisa contínua que ocupa tota l'amplada de la façana. Sota la cornisa s'inscriu en una llarga tarja contínua el nom de l'establiment i el lloc de procedència en grans caràcters en relleu.
A l'interior conserva la barra expositora i les taules de marbre amb potes de ferro de fosa originals. Als murs hi ha un arrambador format per quarterons rectangulars de color marró amb els angles rombes. El paviment és de mosaic hidràulic format per un model geomètric.